# Bãi Đồng Cam
Bãi Đồng Cam (tiếng Anh: Third Thomas Shoal; tiếng Trung: 和平暗沙; bính âm: Hépíng ànshā, Hán-Việt: Hoà Bình ám sa) là một rạn san hô thuộc cụm Bình Nguyên của quần đảo Trường Sa. Rạn này nằm về phía đông bắc của đảo Bình Nguyên cách khoảng 7.5 hải lý. Bãi này trải rộng khoảng 3-4 hải lý.
Bãi Đồng Cam là đối tượng tranh chấp giữa Việt Nam, Đài Loan, Philippines và Trung Quốc. Hiện chưa rõ nước nào thực sự kiểm soát rạn san hô này.